# Chefren
Chefren (dal greco antico: Χεφρήν, Chephrèn; originariamente Khafra e Hor Userib) (... – 2532 a.C.) è stato un faraone della IV dinastia egizia.

## Biografia
È probabile che Chefren fosse figlio di Cheope e fratellastro quindi di Kheper.
Una possibile ricostruzione dei fatti legati alla successione di Cheope è la seguente: essendo già morto Kuaf, primogenito e successore predestinato, secondo una versione dei fatti ucciso da Kheper, la lotta per la successione si svolse appunto tra Kheper e Chefren (un altro figlio di Medjedu, Hardedef, ricordato ancora nel Nuovo Regno come sapiente, non entrò in lizza).
Kheper riuscì a salire al trono ma vi rimase per pochi anni, come dimostra l'incompletezza della sua piramide (vedi Abu Rawash).
Alla morte di Kheper, Chefren, con l'appoggio degli altri fratelli e della madre, ricondusse allora il trono nella linea di discendenza principale escludendo da questa i figli del predecessore.
Tra i figli di Chefren, oltre al futuro re Micerino annoveriamo anche Iunmin che ricoprì il ruolo di visir verso la fine della dinastia, forse durante il regno del fratello Micerino.

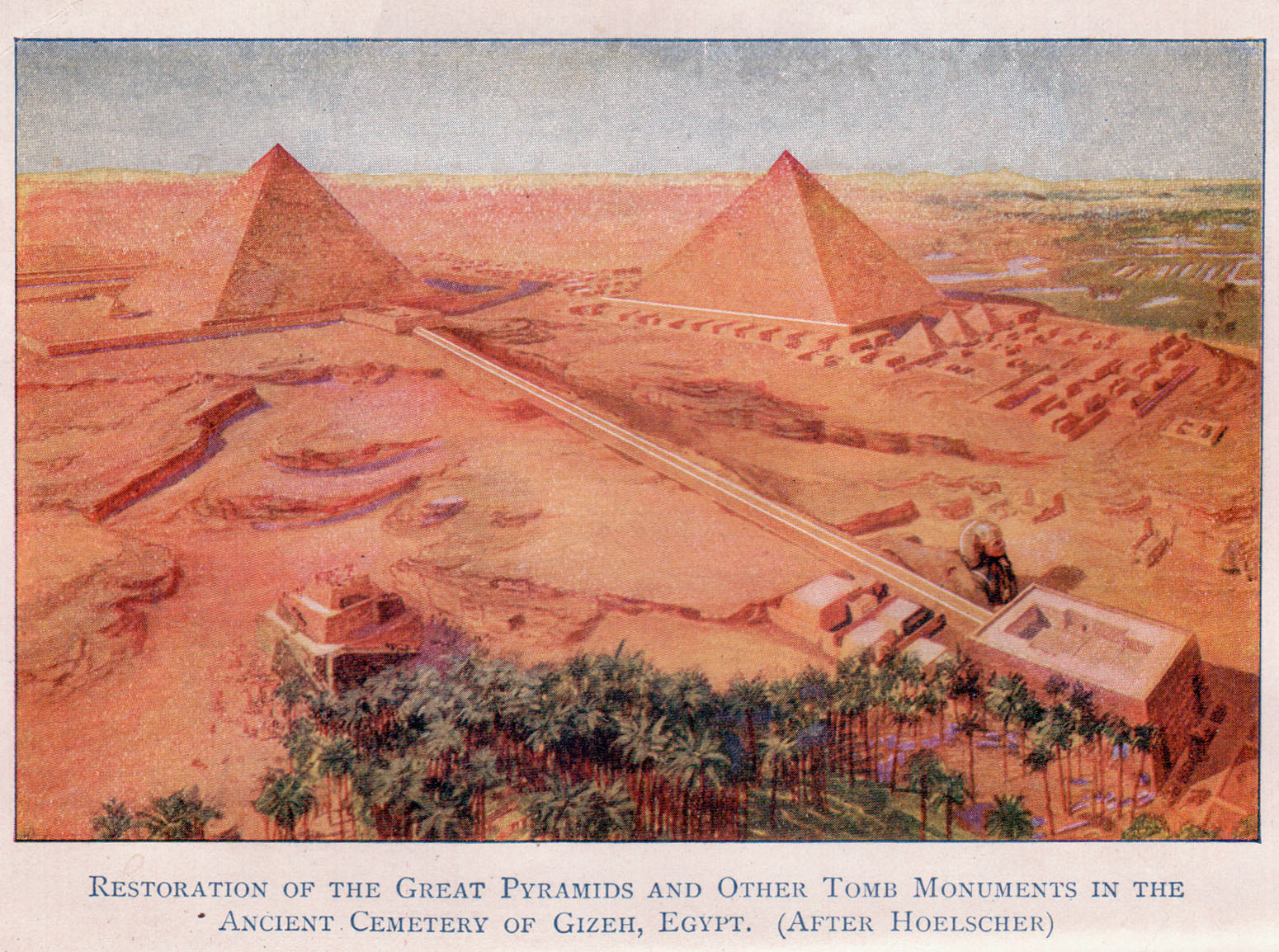
Ricostruzione pittorica della Grande Piramide e del complesso funerario di Chefren

Per quanto riguarda la durata del regno di Chefren, oltre al riferimento di Manetone, di 66 anni, esiste un'incisione su un blocco di pietra che cita l'anno della 13ª ricorrenza (computo del bestiame) che potrebbe quindi corrispondere all'anno 26 di regno.
Il monumento funebre di questo sovrano, eretto anch'esso a Giza, conosciuto come Piramide di Chefren, è secondo per grandezza solo alla Piramide di Cheope.
A Chefren era anche attribuita la costruzione della Sfinge di Giza, attualmente interpretata come una imponente raffigurazione del padre in forma di leone accovacciato con testa umana. Il monumento, che si trova a fianco del viale che conduce dal tempio a valle alla piramide, venne probabilmente ricavato da un affioramento di roccia proprio nella zona delle cave delle pietre usate per la costruzione della piramide stessa.

## Chefren nelle antiche testimonianze greche

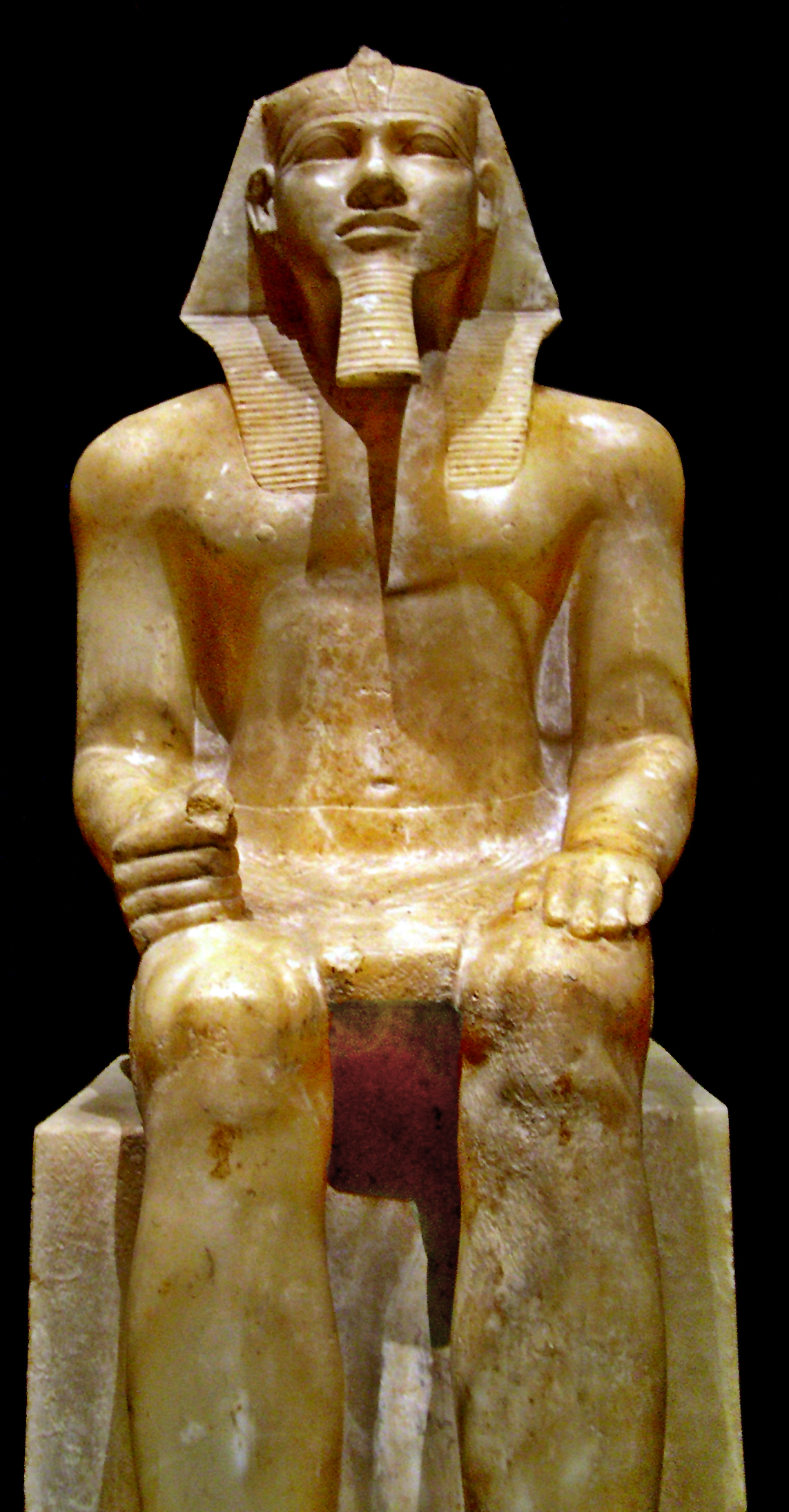
Scultura di Chefren assiso, in alabastro. Museo egizio del Cairo.

### Manetone
Manetone, storico ellenistico e sacerdote egizio d'epoca tolemaica, nei suoi Aegyptiakà, chiama Chefren col nome di Shuphis II, e gli attribuisce 66 anni di regno, senza aggiungere ulteriori informazioni su di lui.

### Erodoto e Diodoro Siculo
Gli storici greci Erodoto e Diodoro Siculo lo dipinsero nelle loro opere come un tiranno eretico e crudele. Furono loro a coniare il nome Chefren (in greco antico: Χεφρήν, Chephrèn), grecizzando l'originale Khafra. Scrivono che successe direttamente al padre Cheope, descritto come un despota megalomane, regnando 56 anni e facendo patire al popolo le stesse, fantomatiche, sofferenze che avrebbe inflitto Cheope in precedenza. Siccome collegano Cheope a un regno di 50 anni, i due autori affermano che l'Egitto ebbe a patire, sotto i due faraoni, per un totale di 106 anni. In seguito, presentando il faraone Micerino, Erodoto e Diodoro Siculo dicono che si mostrò rattristato e indignato dal comportamento dei suoi due predecessori, riportando pace e tranquillità nel Paese.
L'affidabilità di Erodoto nelle pagine che riguardano l'Egitto è spesso criticata; l'egittologia tende a ritenerlo disinformato e fantasioso, giudizio peraltro avvalorato dalle evidenze archeologiche. Tombe gigantesche quali le tre piramidi di Giza stupirono sicuramente i greci, e probabilmente gli stessi sacerdoti del Nuovo Regno (memori, questi ultimi, dell'eresia di Akhenaton e di suoi progetti sproporzionati come la città di Akhetaton). Tale immagine finì così col riflettersi su Cheope e Chefren e sulle loro piramidi colossali; a ciò si aggiunse, forse, il divieto vigente sotto Chefren di esporre negli spazi aperti sculture diverse da quelle del sovrano, le quali erano sovente scolpite in materiali pregiati. Evidentemente, gli egizi del Nuovo Regno e i greci non seppero spiegarsi la mole e l'opulenza di tali progetti, se non pensando all'ipotetico carattere megalomane del loro regale committente; da ciò derivò la pessima fama di Chefren e Cheope nel mondo antico.

## Liste Reali
| N5 | N28 · D36 | f |

| N5 | N28 · D36 | f |

| N5 | N28 · D36 | f |

| N5 | N28 · D36 | f |

| N5 | N28 · D36 | f |

| N5 | N28 · D36 | f |

| N5 | N28 · D36 | f |

| N5 | N28 · D36 | f |

| N5 | N28 | w | f |

| N5 | N28 | w | f |

| N5 | N28 | w | f |

| N5 | N28 | w | f |

| N5 | N28 | w | f |

| N5 | N28 | w | f |

| N5 | N28 | w | f |

| N5 | N28 | w | f |

| HASH | N28 |

| HASH | N28 |

| HASH | N28 |

| HASH | N28 |

| HASH | N28 |

| HASH | N28 |

| HASH | N28 |

| HASH | N28 |

## Titolatura
| G5 |

| G5 |

| F12 | F34 |

| F12 | F34 |

| F12 | F34 |

| F12 | F34 |

| F12 | F34 |

| F12 | F34 |

| F12 | F34 |

| F12 | F34 |

| G16 |

| G16 |

| F12 | m |

| F12 | m |

| G8 |

| G8 |

| S42 · m · S12 |

| S42 · m · S12 |

| M23 · X1 | L2 · X1 |

| M23 · X1 | L2 · X1 |

| wsr | ib · Z1 | N5 | N28 · I9 |

| wsr | ib · Z1 | N5 | N28 · I9 |

| wsr | ib · Z1 | N5 | N28 · I9 |

| wsr | ib · Z1 | N5 | N28 · I9 |

| wsr | ib · Z1 | N5 | N28 · I9 |

| wsr | ib · Z1 | N5 | N28 · I9 |

| wsr | ib · Z1 | N5 | N28 · I9 |

| wsr | ib · Z1 | N5 | N28 · I9 |

| G39 | N5 |

| G39 | N5 |

| N5 | N28 · I9 |

| N5 | N28 · I9 |

| N5 | N28 · I9 |

| N5 | N28 · I9 |

| N5 | N28 · I9 |

| N5 | N28 · I9 |

| N5 | N28 · I9 |

| N5 | N28 · I9 |

## Datazioni alternative
| Autore        | Anni di regno         |
| ------------- | --------------------- |
| von Beckerath | 2547 a.C. - 2521 a.C. |
| Malek         | 2518 a.C.- 2493 a.C.  |